# Hamburg Werbefrei
Hamburg Werbefrei ist eine Volksinitiative, die sich gegen aufdringliche Formen von Außenwerbung in Hamburg einsetzt. Die für die Bearbeitung durch die Bürgerschaft benötigten Unterschriften erreichte die Initiative am 14. November 2022.
Den zweiten Teil der Unterschriftensammlung stoppte der grün-rote Senat zunächst durch eine Klage vor dem Hamburgischen Verfassungsgericht. Im Hauptverfahren bekam die Initiative aber Ende 2024 recht, sodass sie ab 2025 mit dem Volksbegehren fortfahren will.

## Ziele und Motivation
Der von Hamburg Werbefrei vorgelegte Gesetzesentwurf sieht eine Änderung der Hamburgischen Bauordnung vor. Mit dieser Änderung soll im öffentlichen Raum unter anderem der Aufbau von neuen Werbeanlagen sowie die Umstellung von traditioneller Plakatwerbung auf digitale Werbedisplays gestoppt werden. Als Gründe hierfür führt die Initiative Ablenkung von Verkehrsteilnehmern, unterbewussten Stress und den Klimaschutz an. So würden beispielsweise einzelne Werbeanlagen mit jährlich 20.000 kWh etwa so viel wie 10 Single-Haushalte verbrauchen.

## Kritik
Kritiker der Initiative führen die Einnahmen an, die eine Stadt wie Hamburg durch Werbeanlagen auf öffentlichem Raum erhält. Für Hamburg beliefen sich diese im Jahr 2020 auf 27 Millionen Euro, und für 2022 werden Einnahmen von 32 Millionen Euro erwartet. Als Vergleich zu diesen Einnahmen werden von der Initiative auf der Social-Media-Plattform Mastodon Einnahmen durch Blitzer angeführt, welche in Hamburg bei über 44 Millionen Euro im Jahre 2024 lagen, und somit höher sind als Einnahmen durch Außenwerbung seitens der Stadt Hamburg.